# Lecomtedoxa saint-aubinii
Lecomtedoxa saint-aubinii är en tvåhjärtbladig växtart som beskrevs av André Aubréville och François Pellegrin. Lecomtedoxa saint-aubinii ingår i släktet Lecomtedoxa och familjen Sapotaceae.
Artens utbredningsområde är Gabon. Inga underarter finns listade i Catalogue of Life.